# Pascal Cagni
Pascal Cagni (Cernay, 28 ottobre 1961) è un imprenditore francese.
Dopo aver partecipato allo sviluppo di Apple tra il 2000 e il 2012 come vicepresidente e direttore generale della regione Europa, Medio Oriente, India e Africa, nel 2014 ha fondato il fondo europeo di investimento in venture capital C4 Ventures. Nel 2017 è stato nominato presidente del consiglio di amministrazione di Business France e ambasciatore delegato per gli investimenti internazionali dal presidente francese Emmanuel Macron. È stato riconfermato in questo incarico nel maggio 2025.

## Biografia

### Gioventù, formazione e vita privata
Nato il 28 ottobre 1961 a Cernay (Alto Reno), Pascal Cagni ha studiato al Lycée Scheurer-Kestner di Thann. Secondo il quotidiano DNA, "è cresciuto in un ambiente multiculturale, combinando il rigore e la serietà dell'Alsazia con la creatività delle sue origini lombarde italiane".
Si è laureato all'Istituto di studi politici di Parigi (Sciences Po) in servizio pubblico (1984), alla Scuola di studi superiori commerciali di Parigi (HEC Paris MBA, classe 1986) e all'Università di Strasburgo III Robert Schumann in diritto commerciale (1984).
Ha inoltre completato l'Executive Program for Growing Companies (EPGC) presso l'Università di Stanford nel 1997 ed è stato auditor alla 63ª sessione nazionale dell'IHEDN nel 2010.
È sposato e ha quattro figli: Inès, Diane, Paul e Charles.

### Inizio carriera
Nel 1986 entra in Booz Allen Hamilton come consulente strategico. Nel 1988 è entrato in Compaq come Marketing Manager. Nel 1991 lascia Compaq per unirsi a Software Publishing Corporation (SPC) e crea la prima filiale del gruppo nell'Europa meridionale a Nizza, prima di diventare responsabile del marketing e dello sviluppo commerciale per la regione europea a Londra.

### Packard Bell NEC
Entrato in Packard Bell nel 1995, ha contribuito alla creazione di un centro globale di ingegneria, produzione e operazioni ad Angers con oltre 1.500 dipendenti. Ha inoltre creato una struttura di vendita e marketing paneuropea. Nel 1997 è diventato Vicepresidente, Direttore Generale Europa di Packard Bell, la divisione principale del gruppo NEC Computer International, nato dalla fusione di Packard Bell, Zenith Data Systems, Brett e NEC. Sotto la sua guida, Packard Bell è diventata il numero uno nel mercato europeo dei PC consumer.

### Apple
Nel 2000 è stato assunto direttamente da Steve Jobs, che lo ha nominato vicepresidente e direttore generale di Apple Europa, Medio Oriente, India e Africa (EMEIA). In 12 anni, sotto la sua guida, Apple EMEIA ha registrato, trimestre dopo trimestre, la più forte crescita del gruppo Apple, con un fatturato passato da 1,3 miliardi di dollari a oltre 40 miliardi.
Ha inoltre rafforzato il posizionamento del marchio Apple attraverso la creazione della rete Apple Premium Reseller (APR), un concetto esportato da Apple in tutto il mondo, che oggi rappresenta più di 1.200 negozi con un fatturato di oltre 8 miliardi di dollari, e la creazione degli Apple Shop.
Ha lasciato il Gruppo il 31 ottobre 2012.

### Ivestitore / C4 Ventures
Nel 2014, Pascal Cagni ha creato un fondo di investimento in capitale di rischio chiamato C4 Ventures con Christophe Walewski, Olivier Huez e Boris Bakech. A lui si sono poi aggiunti Michel Sassano (2018) ed Eric Boustouller (2022), ex presidente di Microsoft Francia ed Europa occidentale.
Con sede a Parigi, l'azienda sostiene gli imprenditori come investitore principale nella Serie A e co-investitore nei round successivi. Ha investito in più di 48 aziende in rapida crescita attorno a tre temi principali: Smart Hardware, Future of Commerce e Future of Work, basati su tecnologie (intelligenza artificiale, Web3, blockchain, cybersecurity, quantum computing) che portano a un cambio di paradigma nell'informatica.
Tra 2014 et 2022, C4 Ventures ha sostenuto una mezza dozzina di unicorni, diventando uno dei 10 principali investitori early-stage francesi.
Il suo secondo fondo C4 Ventures II, regolamentato dall'AMF, è stato aperto a Parigi nel 2020 e ha già al suo attivo due unicorni: DriveNets, un'azienda che offre ai fornitori di servizi di telecomunicazione un modo più rapido ed economico di crescere utilizzando software e cloud computing oltre all'hardware, e PsiQuantum, una start-up con sede a Palo Alto che sviluppa un computer quantistico utilizzando qubit basati su fotoni.

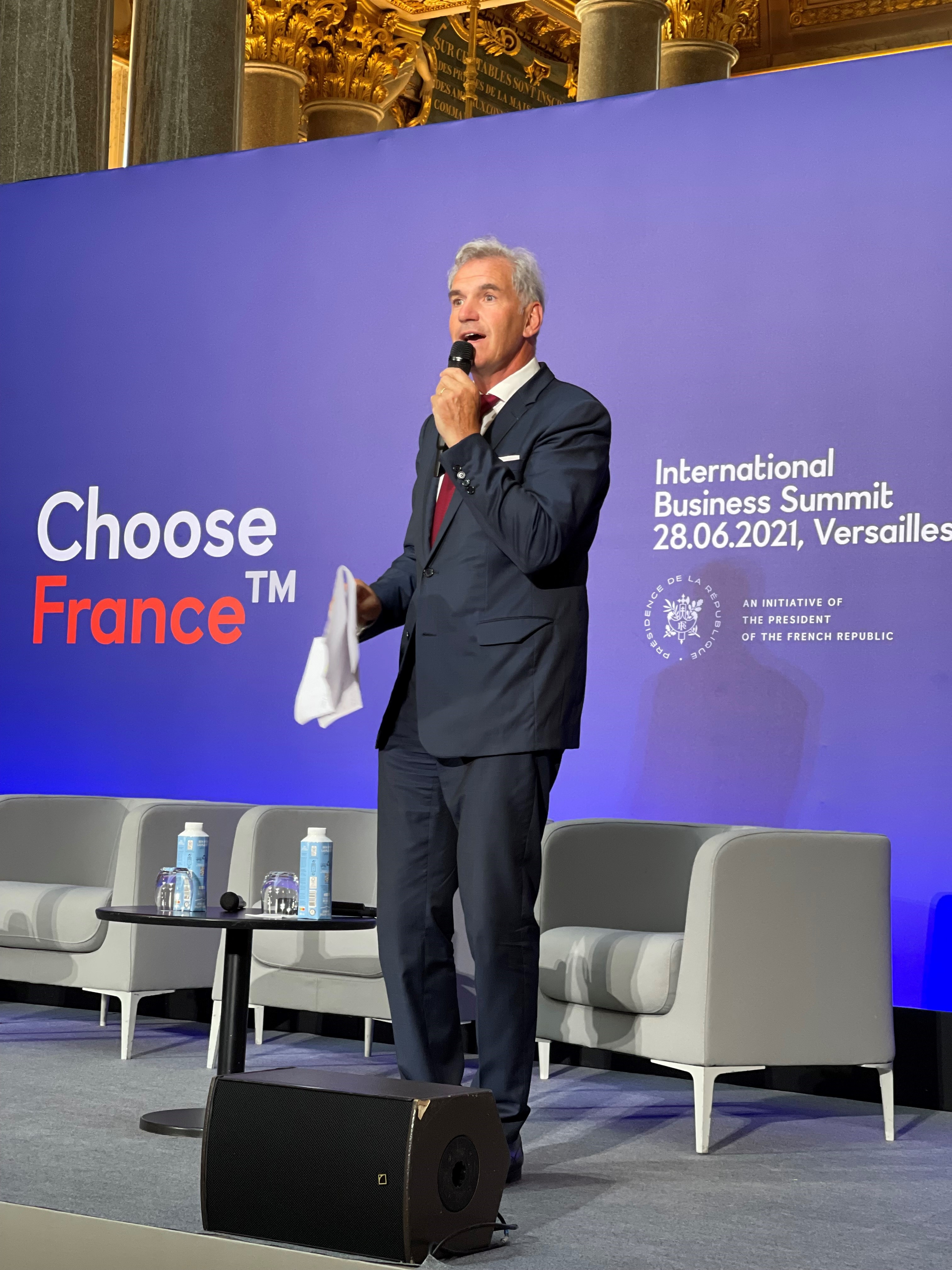
Pascal Cagni al Choose France Summit, Versailles, 2021

## Business France
Si occupa quindi di promuovere e valorizzare la Francia come Paese ospite degli investimenti internazionali, in particolare in occasione di grandi eventi economici, illustrando regolarmente le riforme realizzate in Francia, mantenendo contatti permanenti e di alto livello con gli investitori stranieri o guidando reti di influenza a livello economico e internazionale.
Da quando ha assunto l'incarico nel 2017, ha avuto incontri diretti con più di 800 dirigenti d'azienda stranieri[15], e la Francia è salita costantemente nella classifica dell'attrattività economica europea, raggiungendo il 1º posto in termini di numero di progetti internazionali nel 2019. 
Pascal Cagni è stato particolarmente coinvolto nella creazione dell'ormai annuale Summit Choose France a Versailles, un evento avviato dal Presidente francese nel 2018. La sesta edizione del Summit si è svolta nel maggio 2023. Con 28 annunci, per un totale di 13 miliardi di euro di investimenti e 8.000 posti di lavoro in tutto il Paese, il sesto Choose France Summit ha confermato la posizione della Francia come leader europeo nell'attrazione degli investitori: per il quarto anno consecutivo, la Francia è diventata il Paese più attraente d'Europa con 1.259 nuovi progetti di investimento elencati nel 2022. 
Dal 2019, Pascal Cagni presiede la giuria dei Choose France Awards, che premiano gli investitori stranieri in Francia. La quinta edizione di questo incontro annuale di investitori, organizzato in collaborazione con gli Stati di Francia (États de la France) nel novembre 2023, ha premiato GSK, Amadeus, FedEx e Iveco Group.
È anche uno dei protagonisti dell'iniziativa Scale-Up Tour, lanciata da Emmanuel Macron nel 2018, il cui obiettivo principale era quello di incentivare gli investimenti finanziari esteri nelle start-up tecnologiche francesi. Diventato Scale-Up Europe nel 2021, il progetto aspira ora, in modo più globale, a federare i principali attori europei dell'innovazione per ottenere un effetto di scala e favorire la nascita di un ecosistema tecnologico su scala continentale. 

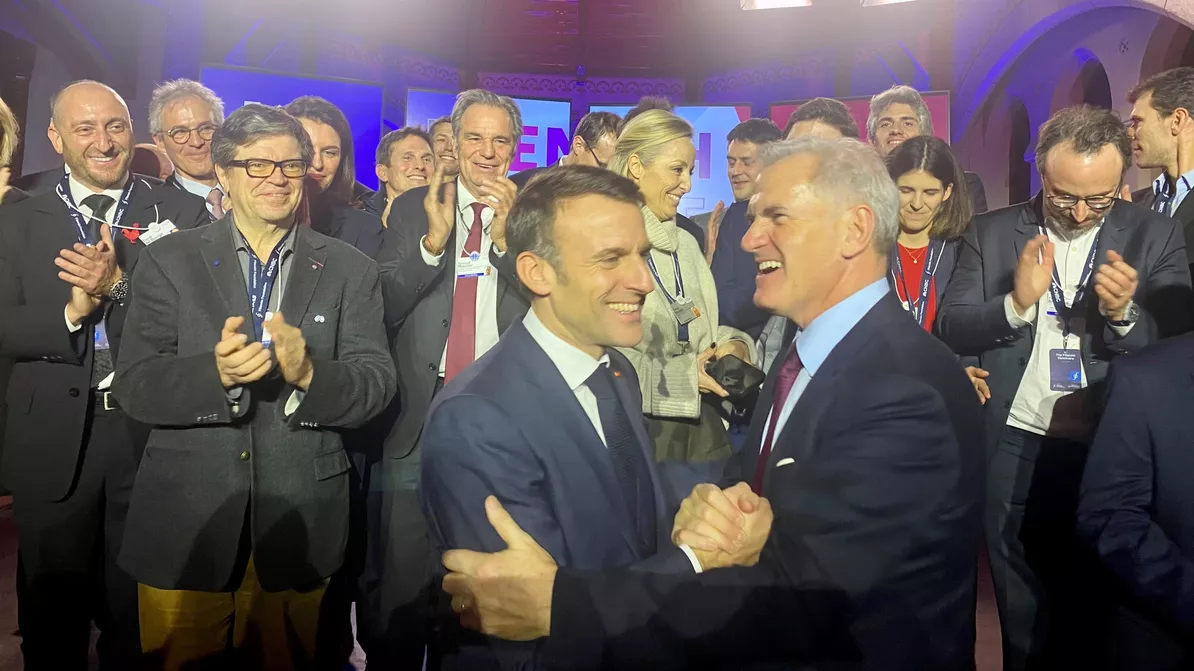
Emmanuel Macron e Pascal Cagni, il presidente di Business France, durante la Serata Francese organizzata a Davos nel 2024. Ivan Letessier, Le Figaro

Nel gennaio 2024, Pascal Cagni ha partecipato attivamente a una serie di eventi chiave come il Summit Destination France, che ha riunito attori pubblici e privati per discutere del know-how francese, dell'innovazione e delle opportunità di investimento, nonché alle visite di Stato in India e Svezia (le prime dal 2000) e al World Economic Forum di Davos, al fianco del Presidente francese Emmanuel Macron e di una delegazione di 20 start-up francesi. 

## La cooperazione franco-italiana e il Trattato del Quirinale
Nel 2018, Pascal Cagni è stato nominato membro del gruppo di lavoro del Trattato del Quirinale, un'iniziativa lanciata da Emmanuel Macron e Paolo Gentiloni nel gennaio 2018, che mira a migliorare le relazioni e la cooperazione franco-italiana, in particolare nei settori dell'industria e della cultura. "Siamo culturalmente, linguisticamente, storicamente ed economicamente molto vicini. Ma per molto tempo questa vicinanza è stata data per scontata, naturale, senza essere alimentata come lo è stata la relazione franco-tedesca con i Trattati dell'Eliseo e di Aquisgrana", ricorda nell'intervista rilasciata al Club Italie-France. «Alle relazioni storiche tra Italia e Francia abbiamo deciso di dare una cornice più stabile e più ambiziosa», ha presentato l'iniziativa Paolo Gentiloni.
Il gruppo di "sei saggi" si è insediato alla presenza del Sottosegretario alle Politiche e agli Affari europei, Sandro Gozi, e della Ministra degli Affari europei francese, Nathalie Loiseau, ed è composto da Franco Bassanini, più volte ministro e sottosegretario, Marco Piantini, consigliere per gli Affari europei del Presidente del Consiglio Gentiloni, Paola Severino, rettore della LUISS Guido Carli, per l'Italia; da Sylvie Goulard, già Ministro della Difesa, Gilles Pécout, rettore dell'Académie de Paris, e Pascal Cagni, presidente di Business France, per la Francia.

## Altri incarichi di amministratore
Pascal Cagni è anche amministratore indipendente di Banque Transatlantique (Gruppo CIC) dal 2006.
È stato amministratore non esecutivo di Kingfisher Plc (2010-2019), membro del Consiglio di sorveglianza di Vivendi (2012-2017) e amministratore non esecutivo di Style.com, il sito di vendita online del Gruppo Condé Nast (2015-2017).
Nel 2014 ha condotto una revisione strategica del Gruppo Net-A-Porter per conto di Richemont e ha elaborato un piano di rilancio che comprendeva un miglioramento della strategia commerciale e dei sistemi informativi, preparando così il gruppo alla fusione con Yoox.
Pascal Cagni è membro del Cercle Outre-Manche, che mira a mettere in luce le migliori pratiche in Francia e nel Regno Unito. È stato inoltre nominato Consulente per il commercio estero francese nel Regno Unito nel 2009.
Dal 2014 è membro della Global Commission on Internet Governance (GCIG), che formula raccomandazioni sul futuro della governance di Internet.

## Riconoscimenti
Pascal Cagni è stato insignito delle insegne di chevalier dell'Ordine nazionale al merito da Christine Lagarde nel 2006.
Nel gennaio 2021, su proposta del ministro francese dell'Economia, Bruno Le Maire, è stato nominato Cavaliere dell'Ordine nazionale della Legione d'onore per il suo impegno al servizio dell'interesse generale in campo economico.

## Attività di beneficenza
Pascal Cagni ha creato la Fondazione Cagni, che mira a promuovere l'accesso all'istruzione superiore, all'arte e alla cultura per i giovani provenienti da ambienti svantaggiati. È anche uno dei principali benefattori della Fondazione HEC.